# 安东·丘普科夫
安东·米哈伊洛维奇·丘普科夫（俄語：Антон Михайлович Чупков，1997年2月22日—）生于莫斯科，是一名俄罗斯男子游泳运动员，主攻蛙泳。丘普科夫5岁时开始游泳，11岁之前他的教练是Natalya Bykova，之后他的教练换成了Alexander Nemtyrev。他自2013年开始成为俄罗斯国家青年游泳队的一员。2016年里约奥运，他以2分7秒70的成绩获得男子200米蛙泳季军。2017年世锦赛，他以2分6秒96的破欧洲纪录的成绩力压两名日本选手获得男子200米蛙泳冠军，他也凭借这一成绩成为首位在男子200米蛙泳项目上游进2分7秒的非亚洲选手。
2023年4月15日，乌克兰批准对支持俄罗斯入侵乌克兰的351名个人和254个实体组织实施新制裁的法令，他因支持俄罗斯入侵乌克兰而被列入制裁名单。